# Zuidwesteilanden

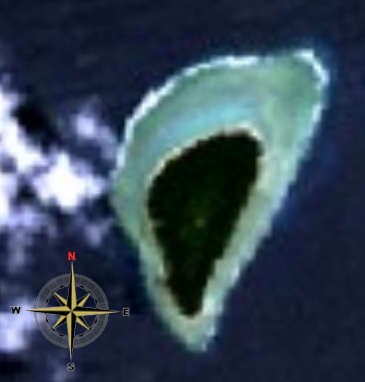
Hatohobei

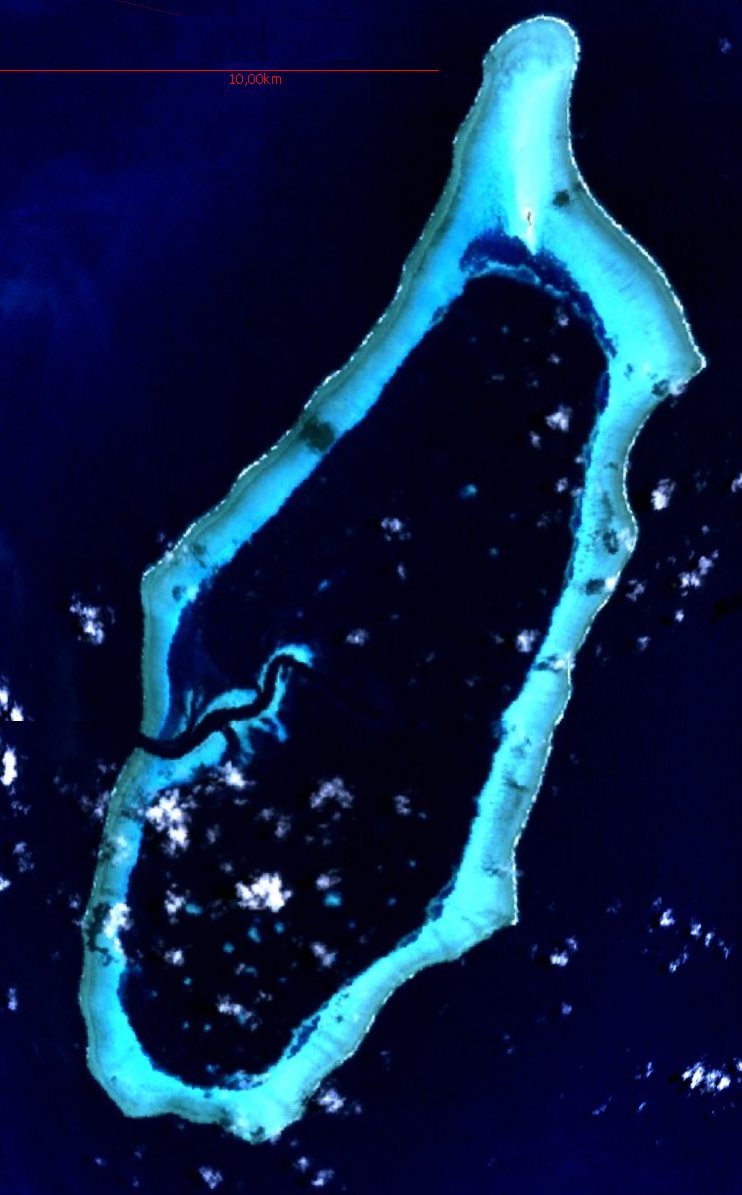
Helen Reef

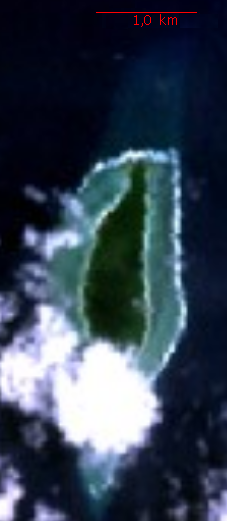
Merir

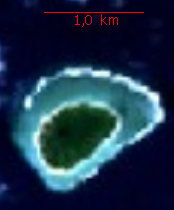
Pulo Anna

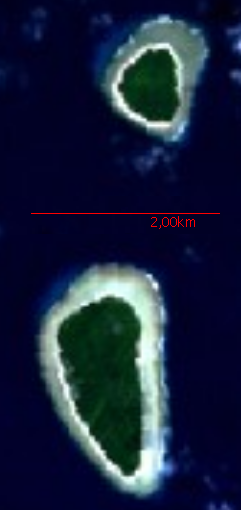
De Sonsoroleilanden

De Zuidwesteilanden (Engels: South West Islands) is een uitgestrekte maar qua oppervlakte kleine archipel van zes eilandjes in het zuiden van de Oceanische eilandnatie Palau, die 62 inwoners telt op een oppervlakte van 3,93 km². Deze groep omvat de twee minstbevolkte staten van Palau:
- Hatohobei, 0,63 km², 23 inwoners
  - Hatohobei, 0,6 km², 20 inwoners
    - Hatohobei (staatshoofdplaats), 20 inwoners

  - Helen Reef, 0,03 km², 3 inwoners
    - Helen, 0,03 km², 3 inwoners
    - Round Rock (rots), 0 km², onbewoond

  - Pieraurou, 0 km², onbewoond (bestaan onzeker)
- Sonsorol, 3,3 km², 39 inwoners
  - Merir, 0,9 km², 5 inwoners
    - Melieli (dorp), 5 inwoners

  - Pulo Anna, 0,5 km², 10 inwoners
    - Puro (dorp), 10 inwoners

  - Sonsoroleilanden, 1,9 km², 24 inwoners
    - Fana, 0,54 km², onbewoond
    - Sonsorol, 1,36 km², 24 inwoners
      - Dongosaro (staatshoofdplaats), 24 inwoners

Hatohobei ligt in het zuiden, Sonsorol in het noorden. Het noordelijkst gelegen eiland is Sonsorol, het zuidelijkst gelegen eiland is het Helenrif. Op de eilanden worden Sonsorolees, Engels en Tobiaans gesproken. Op Pulo Anna wordt het Pulo-Annaanse dialect van het Sonsorolees gesproken. De eilanden zijn uitsluitend per boot bereikbaar.